# Kuouka
Kuouka is een gehucht binnen de Zweedse gemeente Jokkmokk. Het is gelegen op de noordelijke oever van de Grote Lule en bestaat uit twee kernen Nedre Kuouka en Övre Kuouka.
Bestuurscentrum: Jokkmokk (tätort)
Tätort: Porjus · Vuollerim
Småort: Kåbdalis · Mattisudden · Murjek
Overig: Årrenjarka · Framnäs · Kåikul · Kalludden · Kittajaur · Kitteludden · Kuouka · Kuorpak · Kvikkjokk · Messaure · Nautijaur · Njavve · Padjerim · Porsi · Randijaur · Snesudden · Storbacken · Sudok · Tårrajaur · Tjåmotis · Vajkijaur